# Аланкара
Аланкара (зі санскр. - «прикраса, збагачення») — термін у поетичному мистецтві Стародавньої Індії, що являє собою сукупність стилістичних форм — тропів і фігур, спрямованих на прикрасу сенсу слова, надання мові поетичного характеру та збагачення поетичної прози й вірша.
Існує два види аланкари — смисловий, або артга-аланкара, що включає в себе порівняння (упама), метафору (рукака), гіперболу (атішайокті), каламбур (шлеша) і словесний, або шабда-аланкара, до якого належать різні форми алітерації (ямака), рими та асонансів. Провідною (par excellence) аланкарою в індійській традиції визнавалося порівняння.
Перша згадка зустрічається в трактаті «Бхаратіянатьяшастра», який датують III—V століттями.